# Gunzendorf (Buttenheim)
Gunzendorf  ist ein Gemeindeteil des Marktes Buttenheim im Landkreis Bamberg (Oberfranken, Bayern).
Das Kirchdorf liegt zwischen Dreuschendorf und Stackendorf. Der Ort war Namensgeber des Adelsgeschlechts Ochs von Gunzendorf. Bedeutende Bauwerke sind die barocke Kuratie-Kirche St. Nikolaus und die Kapelle St. Georg, die in den Jahren 1668 und 1669 errichtet wurden.
Alljährlich findet der Georgiritt statt. Ausgehend von der Kirche St. Nikolaus führt er hinauf zur barocken Kapelle St. Georg auf dem Senftenberg.
Am 1. Januar 1972 wurde Stackendorf eingegliedert. Am 1. Mai 1978 wurde Gunzendorf nach Buttenheim eingemeindet.
Durch den Ort verläuft der Fränkische Marienweg.

## In Gunzendorf geboren
- Albert Först OCarm (* 26. November 1926; † 1. November 2014 in Eggolsheim) war ein deutscher Geistlicher und von 1990 bis 2001 Bischof von Dourados, Brasilien. Er setzte sich vor allem für die Ausbildung von Straßenkindern in Dourados ein. Er gründete die Stiftung CIENA (Centre de Integracão do Adolescente Dom Alberto).
- Gallus Dennerlein war letzter Abt des Klosters Banz 1801–1803 (* 20. Januar 1742; † 2. Oktober 1820 in Lichtenfels), beigesetzt im Kloster Banz

## Bildergalerie

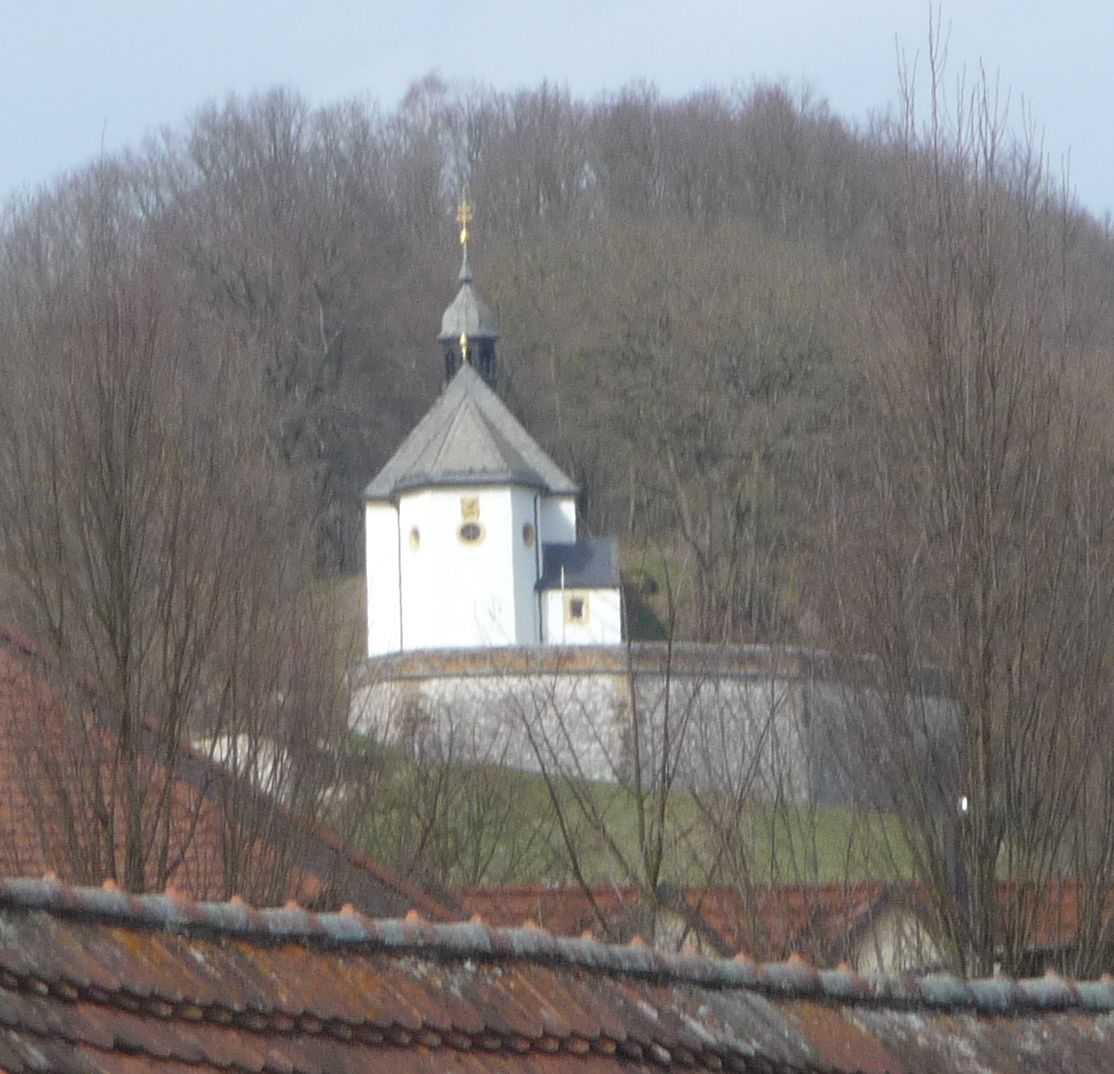
Kapelle auf dem Senftenberg
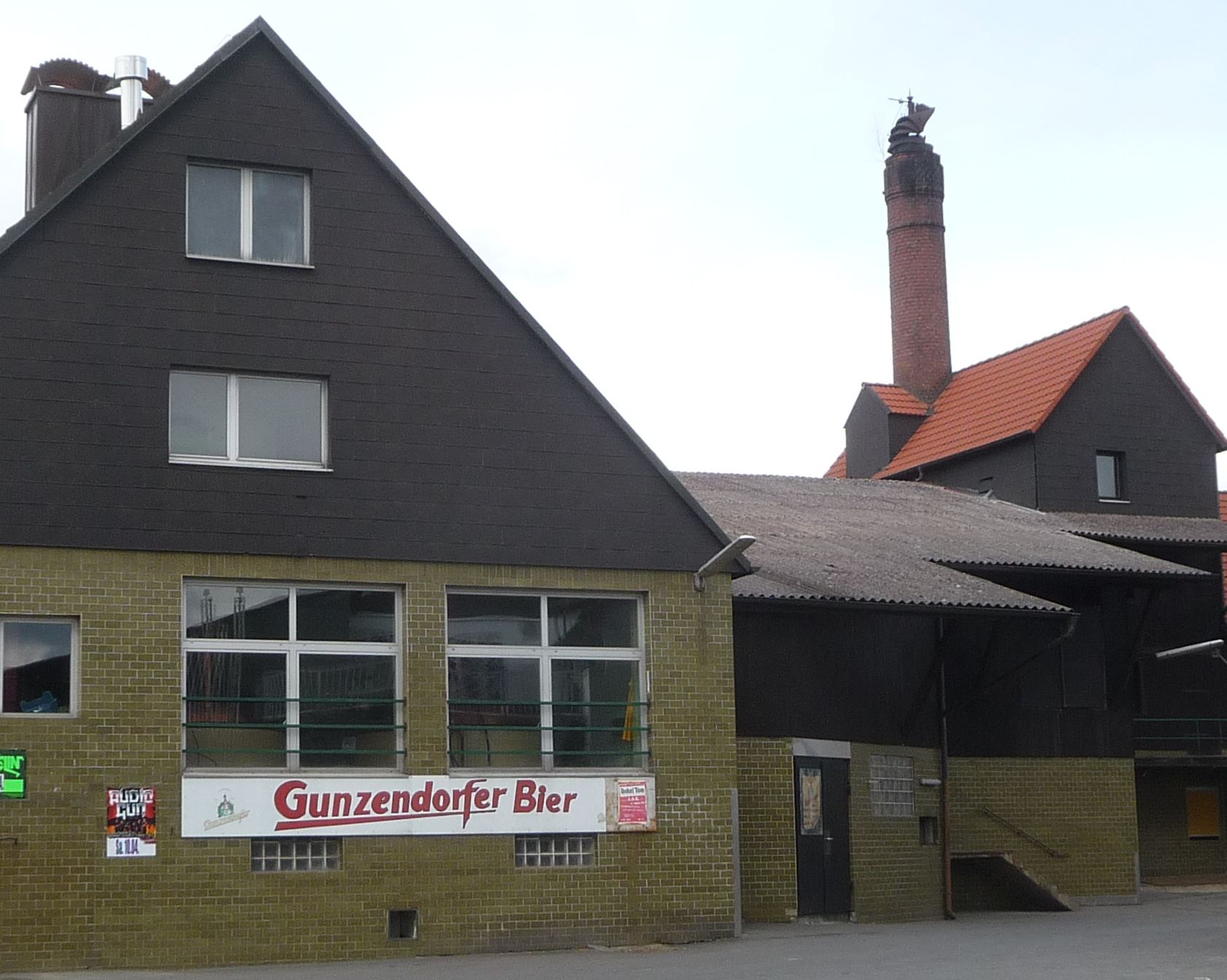
Ehemalige Brauerei Sauer
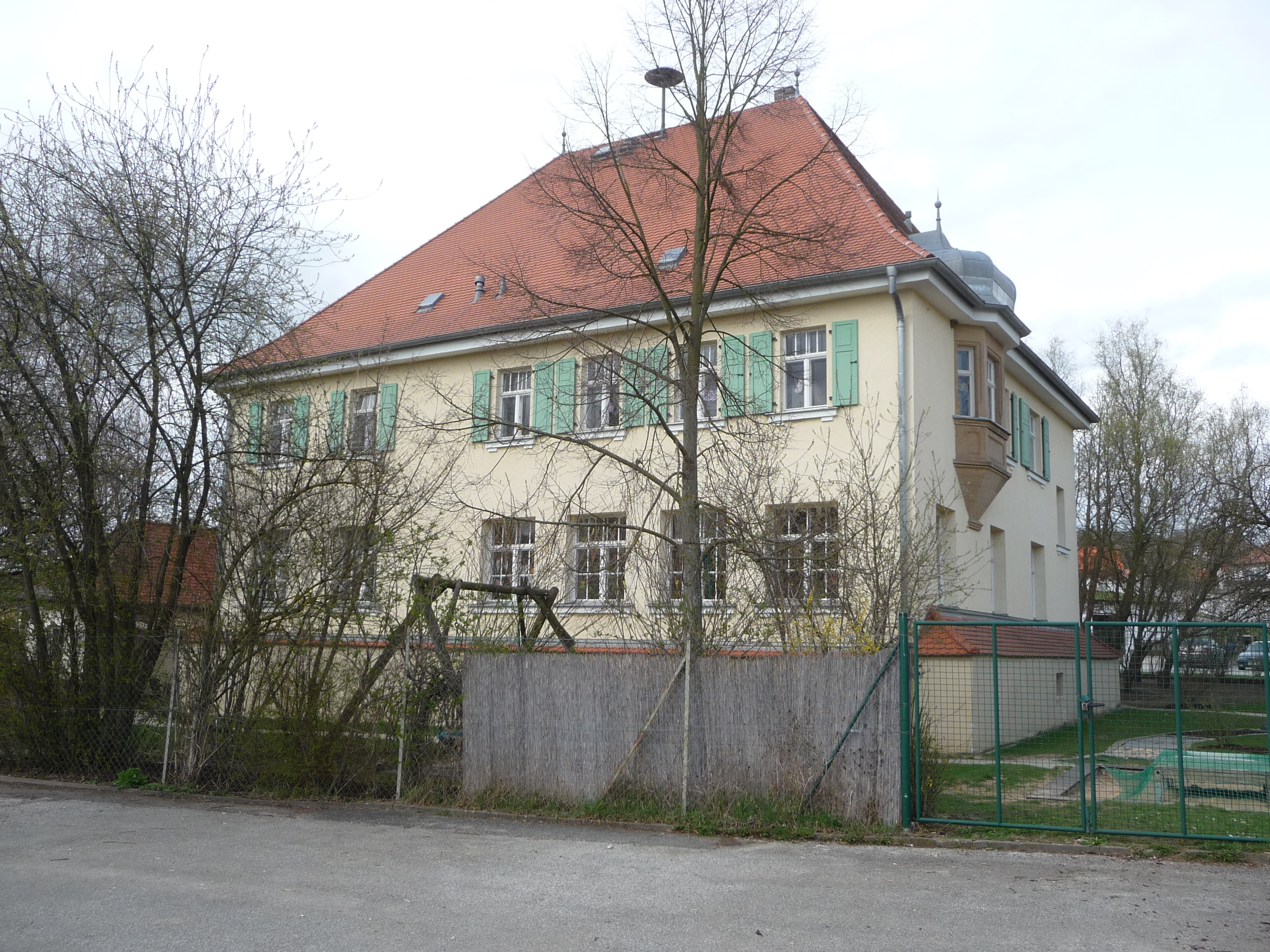
Schloßkindergarten